# 세로아술산 (칠레)

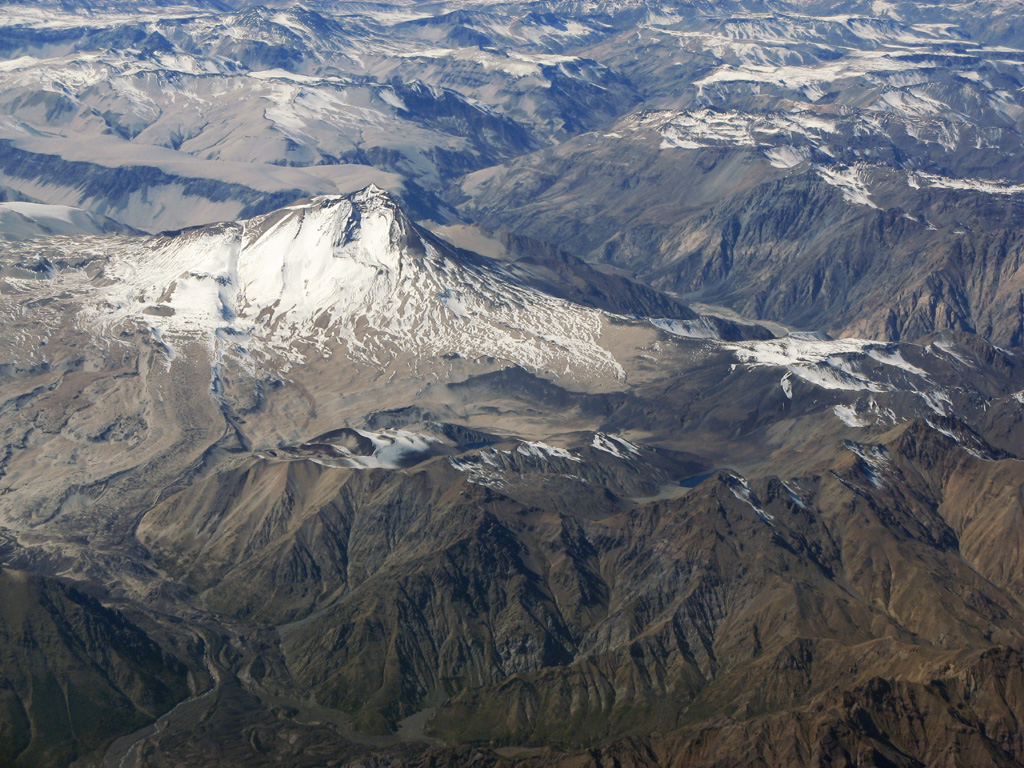

세로아술산(Cerro Azul)은 칠레의 마울레에 있는 성층화산으로, 활화산이다. 1932년 대규모의 분출 기록이 있는 화산이다.